# Rajpur (Dang Deokhuri)
Rajpur (nepalski: राजपुर) – gaun wikas samiti w zachodniej części Nepalu w strefie Rapti w dystrykcie Dang Deokhuri. Według nepalskiego spisu powszechnego z 2001 roku liczył on 1956 gospodarstw domowych i 12086 mieszkańców (5894 kobiet i 6192 mężczyzn).